# 正高信男
正高 信男（まさたか のぶお、1954年12月10日 - ）は、日本の比較行動学・霊長類学・発達心理学者、元京都大学霊長類研究所教授。
専攻は認知神経科学、ヒトを含めた霊長類のコミュニケーション研究。

## 人物
大阪府生まれ。1976年大阪大学人間科学部行動学専攻卒業、1982年大阪大学大学院人間科学研究科博士課程修了、「ゲルディモンキーの音声伝達行動に関する比較行動学的研究」で学術博士。
アメリカ国立衛生研究所客員研究員、ドイツ・マックス・プランク精神医学研究所研究員、京都大学霊長類研究所助手、東京大学理学部助手、京都大学霊長類研究所助教授、教授を歴任。2020年定年退職。

## 疑惑
2021年10月15日、京都大学は正高が2014～2019年に発表した4本の論文について、実験を行った事実が認められず、捏造と認定したと発表した。大学は論文の撤回を正高に勧告し、今後処分を検討する。
大学によると、論文では大麻の合法成分「カンナビジオール」を18～19歳の男女に投与する実験を行ったとしていたが、被験者に参加の事実が確認できず、研究物資の購入実績が実験の規模と見合わなかったことなどから、実験は行われていないと認定した。正高は大学側の聞き取りに応じず、実験のもととなるデータも提出しなかったという。
京都大学は2022年1月25日、研究不正があったと認定した正高を、懲戒解雇相当の処分にしたと発表した。京都大学は不正調査のため退職金の支給を停止しており、今回の処分決定で不支給となる。京都大学によると、正高元教授は不正調査に応じず、今回の処分を決める手続きでも連絡が全くとれなかったとしている。

## 著書

### 単著
- 『ことばの誕生 行動学からみた言語起源論』紀伊國屋書店 1991
- 『0歳児がことばを獲得するとき 行動学からのアプローチ』中公新書 1993
- 『なぜ、人間は蛇が嫌いか 入門・人間行動学』光文社・カッパ・サイエンス 1994
- 『ヒトはなぜ子育てに悩むのか』講談社現代新書 1995
- 『赤ちゃんの誕生の科学』PHP新書 1997
- 『いじめを許す心理』岩波書店 1998
- 『育児と日本人』岩波書店 1999
- 『老いはこうしてつくられる こころとからだの加齢変化』中公新書 2000
- 『ヒトの本能ってなに? 心とからだの不思議』清流出版 2000
- 『子どもはことばをからだで覚える メロディから意味の世界へ』中公新書 2001
- 『ボケの前兆をつかまえた』紀伊國屋書店 2001
- 『0歳からの子育ての技術 「赤ちゃんとの会話」から「知性を伸ばす遊び方」まで』PHP研究所 2002 のち文庫
- 『父親力 母子密着型子育てからの脱出』中公新書 2002
- 『ケータイを持ったサル 「人間らしさ」の崩壊』中公新書 2003
- 『親になる技術』PHP研究所 2004
- 『天才はなぜ生まれるか』ちくま新書 2004
- 『人間性の進化史 サル学で見るヒトの未来』日本放送出版協会 2004 NHK人間講座
- 『二人目の母親になっている日本の男たち』主婦の友社 2004
- あかちゃんすくすく絵本 鈴木出版 あきやまただし絵 2004
  - 『かめかめかもめ』
  - 『がたごとなにかな?』
  - 『ぱいぱいおっぱい』
  - 『ぴょんぴょんなにかな?』
  - 『ぼうぼうまんぼうくん』
  - 『わんわんなにかな?』
- 『考えないヒト ケータイ依存で退化した日本人』中公新書 2005
- 『他人を許せないサル IT世間につながれた現代人』講談社・ブルーバックス 2006
- 『ヒトはいかにヒトになったか ことば・自我・知性の誕生』岩波書店 2006
- 『ヒトはなぜヒトをいじめるのか いじめの起源と芽生え』講談社・ブルーバックス 2007
- 『ウェブ人間退化論 「社会のIT化」は「サル化」への道!?』PHP研究所 2008
- 『天才脳は「発達障害」から生まれる』PHP新書 2009
- 『ゲームキャラしか愛せない脳』PHP新書 2010
- 『団塊のジジババが日本をダメにする』潮出版社 2011
- 『コミュ障 動物性を失った人類』講談社・ブルーバックス 2015

### 共編著
- 『ニホンザルの心を探る』編著 朝日選書 1992
- 『赤ちゃんの認識世界』編 ミネルヴァ書房 1999 ことばと心の発達
- 『モバイル社会の現状と行方 利用実態にもとづく光と影』小林哲生、天野成昭共著 NTT出版 2007
- 『ヒトはいかにしてことばを獲得したか』辻幸夫共著 大修館書店 2011 認知科学のフロンティア

翻訳
- スティーブ・シルバーマン『自閉症の世界 多様性に満ちた内面の真実』入口真夕子共訳. 講談社・ブルーバックス 2017